# Trécon
Trécon ist eine französische Gemeinde mit 87 Einwohnern (Stand: 1. Januar 2022) im Département Marne in der Region Grand Est (vor 2016 Champagne-Ardenne). Sie gehört zum Arrondissement Épernay (bis 2017 Arrondissement Châlons-en-Champagne) und zum Kanton Vertus-Plaine Champenoise. Die Einwohner werden Tréconniers genannt.

## Lage
Trécon liegt etwa 45 Kilometer südsüdöstlich von Reims. Umgeben wird Trécon von den Nachbargemeinden Blancs-Coteaux im Norden und Nordwesten, Villeneuve-Renneville-Chevigny und Chaintrix-Bierges im Norden, Vélye im Norden und Nordosten, Germinon im Osten, Villeseneux im Osten und Südosten, Clamanges im Süden, Pierre-Morains im Südwesten sowie Bergères-lès-Vertus im Westen.

## Bevölkerungsentwicklung
| Jahr                       | 1962 | 1968 | 1975 | 1982 | 1990 | 1999 | 2006 | 2011 | 2018 |
| -------------------------- | ---- | ---- | ---- | ---- | ---- | ---- | ---- | ---- | ---- |
| Einwohner                  | 72   | 78   | 76   | 83   | 73   | 69   | 79   | 80   | 86   |
| Quellen: Cassini und INSEE |      |      |      |      |      |      |      |      |      |

## Sehenswürdigkeiten

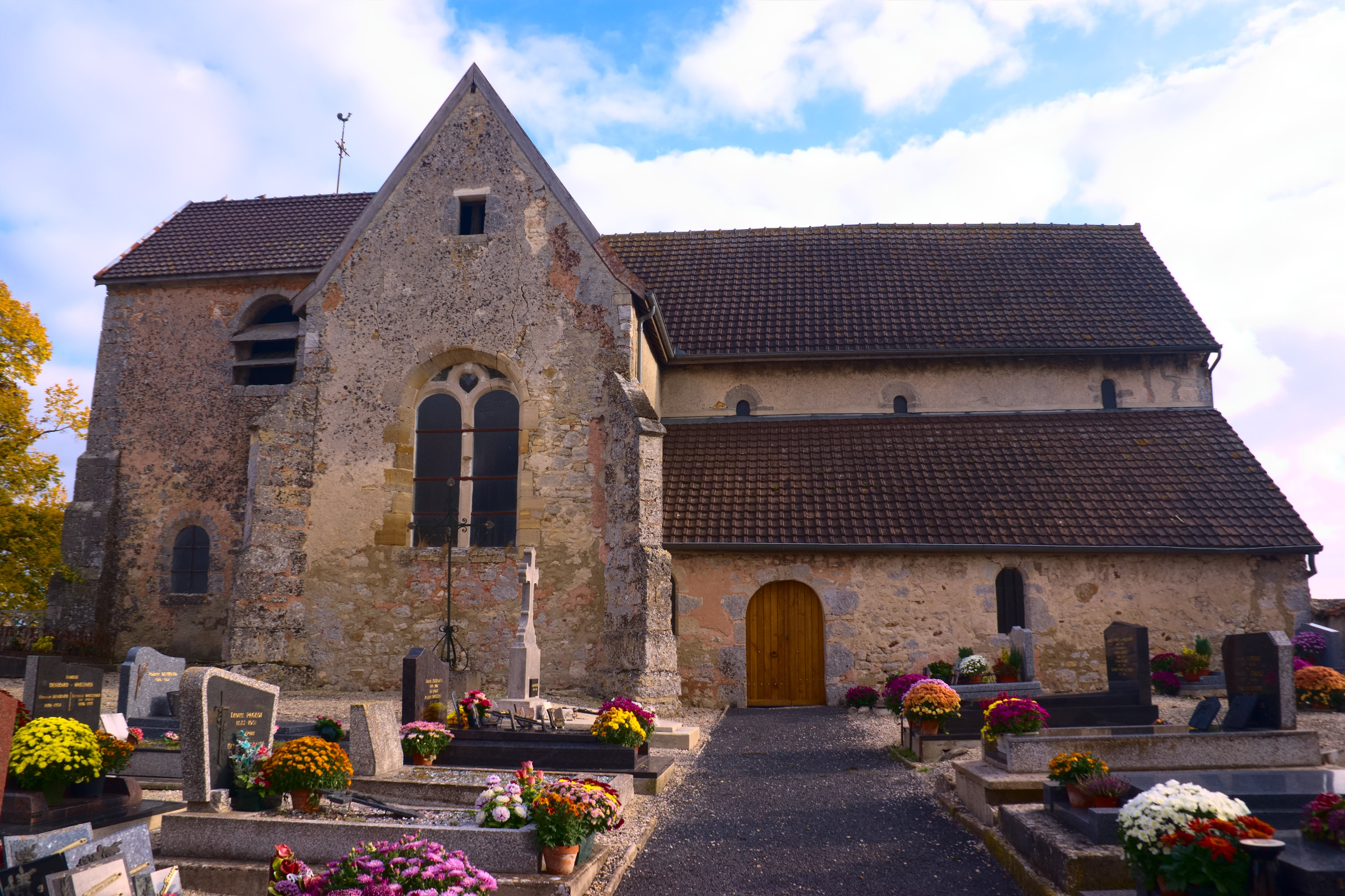
Kirche Saint-Martin

- Kirche Saint-Martin